# گونه‌زایی بوم‌شناختی

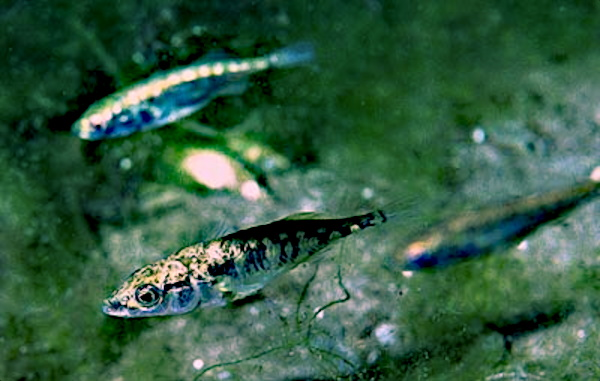
آبنوس سه‌خاره گونه‌ای است که اغلب در گونه‌زایی بوم‌شناختی مورد مطالعه قرار گرفته‌اند.

گونه‌زایی بوم‌شناختی (به انگلیسی: Ecological speciation)، شکلی از گونه‌زایی ناشی از جدایی تولیدمثلی است که به دلیل یک عامل بوم‌شناختی که جریان ژن را بین دو جمعیت از یک گونه کاهش می‌دهد یا حذف می‌کند، رخ می‌دهد. عوامل بوم‌شناختی می‌تواند شامل تغییر در شرایط محیطی باشد که یک گونه در آن تجربه می‌کند، مانند تغییرهای رفتاری شامل شکار، اجتناب از شکارچی، جذب گرده‌افشان و جستجوی غذا. و همچنین تغییر در گزینش جفت به دلیل گزینش جنسی یا سیستم‌های ارتباطی. جدایی تولیدمثلی مبتنی بر محیط زیست تحت فرگشت واگرای متفاوت سبب تشکیل گونه‌های جدید می‌شود. این پدیده در بسیاری از موارد در طبیعت ثبت شده‌است و در چند دهه گذشته تمرکز اصلی پژوهش‌ها دربارهٔ گونه‌زایی بوده‌است. : 179 
| نوع جداسازی باروری      | پیش از تخمک (زیگوتیک) یا پس از تخمک (زیگوتیک) | علت بوم‌شناختی انتخاب | علت بوم‌شناختی انتخاب | علت بوم‌شناختی انتخاب | علت بوم‌شناختی انتخاب |
| نوع جداسازی باروری      | پیش از تخمک (زیگوتیک) یا پس از تخمک (زیگوتیک) | محیط‌های واگرا        | برهم‌کنش‌های بوم‌شناختی | گزینش جنسی           | تقویت                |
| ----------------------- | --------------------------------------------- | -------------------- | -------------------- | -------------------- | -------------------- |
| زیستگاه                 | پیش                                           | ✓                    | ✓                    |                      | ✓                    |
| جنسی/گرده‌افشان          | پیش                                           | ✓                    | ✓                    | ✓                    | ✓                    |
| زمانی                   | پیش                                           | ✓                    | ✓                    |                      | ✓                    |
| انتخاب در برابر مهاجران | پیش                                           | ✓                    | ✓                    |                      | ✓                    |
| پس از جفت‌گیری           | پیش                                           | ✓                    | ✓                    | ✓                    | ✓                    |
| انتخاب در برابر دورگه‌ها | پس                                            | ✓                    | ✓                    | ✓                    | ✓                    |
| مستقل از محیط زیست      | پس                                            | ✓                    | ✓                    | ✓                    | ✓                    |
| وابسته به محیط زیست     | پس                                            | ✓                    | ✓                    |                      |                      |

## انواع جدایی تولیدمثلی

سه شکل جدایی پس از تخمک مبتنی بر محیط زیست: 1. جدایی پس از زیگوت مستقل از محیط زیست. 2. جدایی پس از زیگوت وابسته به محیط زیست. 3. انتخاب در برابر دورگه‌ها

- جدایی زیستگاه
  - جغرافیایی
- جدایی جنسی
- جدایی گرده‌افشان
  - جدایی گرده‌افشان مکانیکی
  - جدایی گرده‌افشان رفتاری
- جدایی زمانی (گونه‌زایی ناهم‌زمانی)
- دیگر شکل‌های جدایی بوم‌شناختی پیش از تخمک

جدایی خردفضایی و کلان‌فضایی با ویژگی زیستگاه متفاوت است. خواه تکه‌تکه باشد (مانند جنگل گستته با علفزار) یا یک شیب (مانند تغییر تدریجی جنگل به بوته یا علفزار).

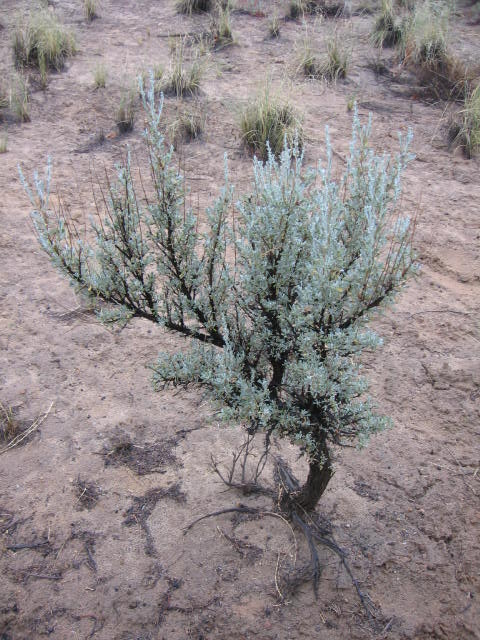
درمنه غرب آمریکایی

گرده هر گونه Catasetum saccatum (I) و Catasetum discolor (II) به ترتیب به بخش‌های پشتی و شکمی Eulaema cingulata (◊) می‌چسبند.

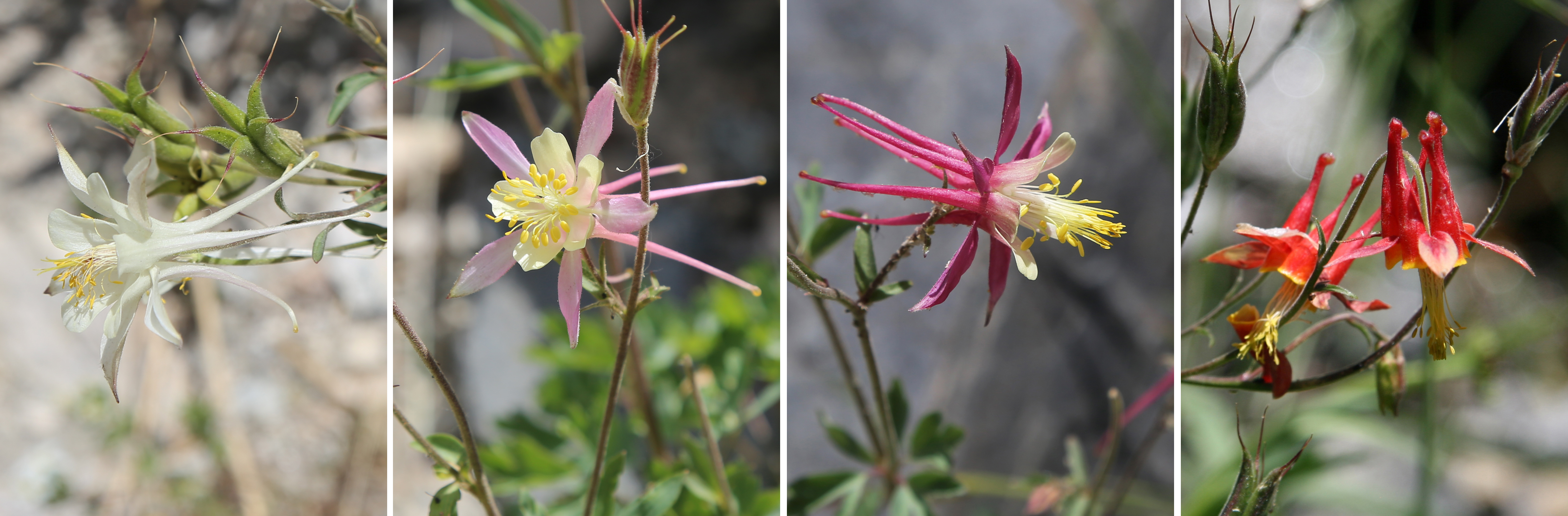
انتقال شکل‌های دورگه بین A. pubescens سفید و A. formosa قرمز و زرد

فصل تولیدمثل سه جمعیت از یک گونه در طول زمان تغییر می‌کند و در نهایت باعث جدا شدن ژن‌های آن‌ها از دیگر جمعیت‌ها می‌شود. این جدایی تولیدمثلی می‌تواند منجر به گونه‌زایی شود.

- شکل‌های جدایی بوم‌شناختی پس از تخمک

| گونه‌ها                                            | ویژگی |
| ------------------------------------------------- | --- |
| Acropora spp.                                     | مرجان‌های ژاپنی با زمان تخم‌ریزی خود از نظر تولیدمثلی جدا می‌شوند. |
| Montastraea annularis , M. faveolata و M. franksi | سه گونه مرجانی مرتبط که به دلیل زمان تخم‌ریزی خود گونه‌زایی کرده‌اند. |
| Oncorhynchus nerka                                | دوره‌های پرورش سالانه ماهی سالمون Sockeye در دو دوره در سال (اواخر و اوایل) رخ می‌دهد و باعث جدایی ژنتیک جمعیت‌های اولیه شده‌است. پرورش ماهی قزل‌آلا به عنوان ژنتیک شناخته شده‌است اما هیچ ژن خاصی برای این گونه شناخته شده نیست.                               |
| Thaumetopoea pityocampa                           | تسلط همزمان در ژن‌ها با زمان ظهور مراحل لاروی این گونه پروانه همراه است. جمعیت لاروهای زمستانی و تابستانی در حال گونه‌زایی هستند. |
| Inurois punctigera                                | در مناطقی که دمای اواسط زمستان برای گونه شب‌پره نامناسب است از پرورش جلوگیری می‌شود. این امر باعث ایجاد جمعیت‌های پسین و پیشین شده‌است. |
| Pemphigus populi-transversus و P. obesinymphae    | شته‌های گالی در برگ‌های مختلف گونه‌های درخت میزبان یکسان تولید می‌کنند. P. populi-transversus روی برگ‌های اوایل بهار گال ایجاد می‌کند، در حالی که P. obesinymphae آنها را روی برگ‌ها تابستانه تشکیل می‌دهد. این سبب انزوای کامل باروری شده‌است.                    |
| Asphondilia spp.                                  | سه گونه میج ساقه‌های Larrea tridentata , A. auripila در تابستان، A. resinosa در زمستان و A. foliosa در بهار را آلوده می‌کنند. |
| Acropora samoensis                                | جمعیت گونه‌های هم‌جا مرجان‌ها به‌طور جداگانه در پاییز و بهار تخم‌ریزی می‌کنند و تخم‌ریزی یک امر ارثی است که احتمالاً شامل ژن PaxC می‌شود. |
| Cellana spp.                                      | در ژرفای مختلف در عرض چند سانتی‌متر، خاره‌چسب‌‌ها به دلیل ترکیبی از گونه‌زایی و نشانه‌های تخم‌ریزی (مانند تخم‌ریزی بر اساس سطح آب) از نظر تولیدمثلی جدا شده‌اند.                                                                                                   |
| Hydrobates spp.                                   | گروه پترل‌ها از نظر تولیدمثلی گونه‌های جداشده (در آزورها) و گونه‌های آغازین (دیگر مجمع‌الجزایر) ناشی از فصل‌های تولیدمثلی سرد و گرم را دارند. |
| Howea belmoreana و H. forsteriana                 | زمان گل‌دهی کنترل‌شده ژنتیکی باعث جدایی تولیدمثلی دو گونه نخل در جزیره لرد هاو (در ارتباط با سطح مختلف pH خاک) شده‌است. |
| قارچ سفیدک سطحی انگور                             | شواهدی از جدایی به دلیل تفاوت‌های زمانی گونه میزبان آن Vitis vinifera را نشان می‌دهد. |
| Oncorhynchus gorbuscha                            | چرخه‌های زندگی دو ساله زوج و فرد در ارتباط با دوره‌های پرورش فصلی ماهی قزل‌آلای صورتی باعث تمایز ژنتیکی بین این دو جمعیت شده‌است. |
| Magicicada spp.                                   | گروه‌هایی متشکل از جفت‌های چرخه زندگی ۱۳ و ۱۷ ساله (در مجموع هفت گونه) از زنجره‌ها ظاهر می‌شوند تا با بازه‌های زمانی بزرگ بین فصل‌های نازایی از هم جدا شوند. فقط هر ۲۲۱ سال، چرخه‌های ۱۳ و ۱۷ ساله در جایی که هر دو جفت به‌طور هم‌زمان ظاهر می‌شوند، هماهنگ می‌شوند. |
| Antitrogus parvulus                               | دو گروه سوسک تمایز ژنتیکی را از چرخه‌های زندگی که با فاصلۀ دو ساله جدا می‌شوند، بیان می‌کنند. |
| Oeneis melissa semidea                            | چرخه زندگی دو ساله گروه‌های زادآور گونه‌های پروانه باعث تمایز ژنتیکی شده‌است. |
| Bambusoideae                                      | بامبوها در حال تولیدمثل سمبل‌زا هستند، جایی که سال‌ها قبل از گلدهی انبوه در آن زندگی می‌کنند. این می‌تواند در سال‌های مختلف و مکان‌های مختلف رخ دهد. گمان می‌رود که لکه‌های آلوکرونیک باعث تنوع گونه‌های جهانی بامبو شده‌اند.                                       |